# Action-RPG
L'action-RPG (parfois abrégé A-RPG, RPG signifiant role playing game « jeu de rôle ») est un genre de jeu vidéo de rôle incorporant des aspects de jeu d'action.

## Principes
Le principe du jeu est globalement celui d'un jeu de rôle : le joueur incarne généralement un seul personnage et le jeu se passe en temps réel. La majorité de ces jeux se déroulent à la troisième personne, avec une caméra plus proche du personnage que dans les jeux de rôle traditionnels. Le joueur évolue librement dans un monde et doit réussir certains objectifs pour avancer dans l'aventure. De plus, la plupart des A-RPG proposent un système d'évolution du personnage poussé (équipement, caractéristiques, niveau d'expérience, etc.).
La principale différence avec les jeux de rôle classiques est que les A-RPG se veulent plus dynamiques. Tous les déplacements se placent sur un même plan et les ennemis sont directement visibles. Les combats s'engagent dès lors que l'ennemi est à portée et se déroulent dans le même environnement (contrairement aux RPG japonais classiques où les phases d'exploration et de combat ont lieu dans des zones distinctes).
Depuis quelques années, on constate une tendance au mélange des genres chez de nombreux éditeurs et les RPG n'échappent pas à la règle. Le RPG Final Fantasy XII adopte une vue proche de celle d'un A-RPG bien qu'il n'en soit pas un. En fait, le système est de l'Active Time Battle (une barre qui se charge avec le temps, l'action se déclenchant au moment où la barre est remplie. De ce fait, ce n'est pas un A-RPG où le fait d'appuyer sur un bouton induit une action directe. Mais le fait qu'il n'y ait pas de transition entre les combats peut induire en erreur).
Enfin, la ligne de démarcation entre jeu d'action-aventure et action-RPG est parfois floue. En conséquence, certains jeux sont, selon les sources, rangés dans l'un ou l'autre genre : la principale différence serait que les action-RPG reprennent tous les éléments du jeu de rôle comme l'équipement des personnages, le fait de pouvoir les faire augmenter de niveau, etc. Ainsi, le débat sur l'appartenance de la série The Legend of Zelda aux A-RPG reste ouvert : à part dans Zelda II, il n'y a pas de système d'expérience ou d'évolution de personnage, mais The Legend of Zelda a été un des pionniers du genre et la plupart des A-RPG sont inspirés de Zelda. Ainsi, un A-RPG n'a pas besoin d'un système de level up (augmentation de niveau) pour être défini comme un A-RPG.

## Histoire
The Tower of Druaga (par Namco, en 1984, sur Super Pac-Man), dans une tour un chevalier doit récupérer des trésors contenant divers artefacts et des clés lui permettant d'accéder à la porte menant à l'étage suivant. Parmi les ennemis, des blobs, des chevaliers et des sorciers jetant des sorts ou des canards portant des épées. La même année, Hydlide de T&E Soft sur PC-88.

## Exemples
- La série Tales of par Namco puis Bandai Namco ;
- La série Secret of Mana (ainsi que Secret of Evermore) par Square puis Square Enix ;
- Le jeu Zelda II: The Adventure of Link ;
- La série Fable par Lionhead Studios ;
- La série Mass Effect par BioWare ;
- La série Ys par Falcom ;
- La série Hydlide par T&E Soft ;
- Le jeu Dragon Age 2 par BioWare ;
- Les séries The Elder Scrolls et Fallout par Bethesda Softworks ;
- La série Kingdom Hearts par Squaresoft, puis par Square Enix ;
- La série The Witcher par CD projekt ;
- La série Monster Hunter par Capcom ;
- Le jeu Dragon's Dogma par Capcom ;
- La série Dark Souls par From Software ;
- Le jeu Genshin Impact par MiHoYo ;
- Le jeu Elden Ring par From Software .